# Mistrovství světa v halové lukostřelbě
Mistrovství světa v halové lukostřelbě byla mezinárodní soutěž v lukostřelbě, které se konala mezi lety 1991 až 2018. Pořadatelem byla Světová lukostřelecká federace (WA). Mistrovství bylo po ročníku 2018 zrušeno a fakticky nahrazeno Světovým pohárem v halové lukostřelbě.

## Přehled soutěží
| Pořadí | Rok  | Místo      | Počet soutěží |
| ------ | ---- | ---------- | ------------- |
| 1.     | 1991 | Oulu       | 4             |
| 2.     | 1993 | Perpignan  | 4             |
| 3.     | 1995 | Birmingham | 8             |
| 4.     | 1997 | Istanbul   | 8             |
| 5.     | 1999 | Havana     | 8             |
| 6.     | 2001 | Florencie  | 8             |
| 7.     | 2003 | Nîmes      | 8             |
| 8.     | 2005 | Aalborg    | 8             |
| 9.     | 2007 | Smyrna     | 16            |
| 10.    | 2009 | Řešov      | 16            |
| 11.    | 2012 | Las Vegas  | 16            |
| 12.    | 2014 | Nîmes      | 16            |
| 13.    | 2016 | Ankara     | 16            |
| 14.    | 2018 | Yankton    | 16            |